# Marie-Marguerite d'Youville
Marguerite d'Youville, S.G.M., rodným jménem Marie-Marguerite Dufrost de Lajemmerais (15. října 1701, Varennes – 23. prosince 1771, Montréal) byla francouzsko-kanadská římskokatolická řeholnice, zakladatelka a členka kongregace Sester lásky z Montréalu. Katolická církev ji uctívá jako světici.

## Život

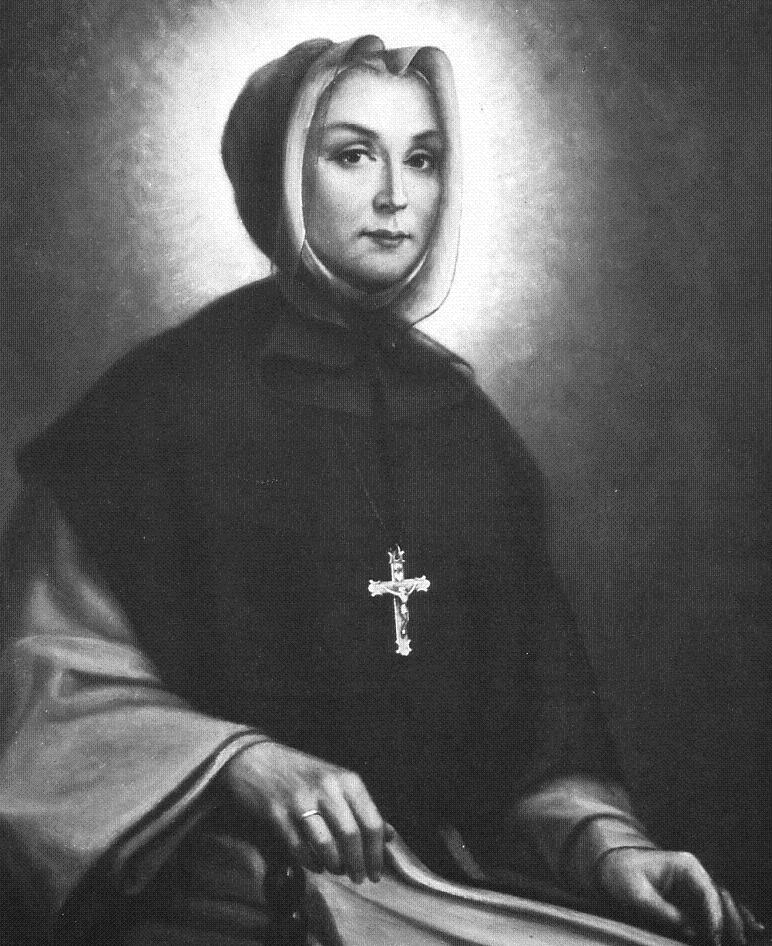
Portrét

Narodila se dne 15. října 1701 ve Varennes poblíž Montréalu jako nejstarší ze šesti dětí Françoise-Christopha Dufrosta de Lajemmerais a Marie-Renée Gaultier de Varennes. Její dědeček, René Gaultier de Varennes, byl významný aristokrat a obchodník. Měla dvě sestry a tři bratry. Ve svých sedmi letech ztratila otce. V letech 1712–1714 studovala u uršulinek v Québecu. Musela také pomáhat své ovdovělé matce s péčí o sourozence. Později se její matka znovu provdala za Timothyho Sullivana.
Dne 12. srpna 1722 se v bazilice Notre-Dame v Montréalu provdala za Françoise-Madeleine d'Youville (1700–1730). Nejprve s ním žila u jeho matky Madeleine Just. Její manžel se posléze ukázal být lhostejným ke své rodině, kdy mu více záleželo na obchodních záležitostech a často býval mimo domov. Ačkoli byl obchodníkem s kožešinami, údajně byl také zapleten do nelegálního obchodu s alkoholem a domorodým obyvatelstvem, což zhoršovalo pověst páru. Měli spolu šest dětí, z nichž čtyři zemřeli v dětském věku:
- Timothy Youville (1723–1723)
- Joseph-François Youville z Discovery (1724–1778), diecézní kněz
- Ursule Youville (1725–1726)
- Marie-Louise Youville (1727–1727)
- Charles-Marie-Magdeleine Youville Dufrost (nebo Charles d'Youville Dufrost) (1729–1790), kněz
- Ignace Youville (1731–1731)[6][7]

Dne 4. července 1730 její manžel François-Madeleine d'Youville náhle zemřel v době, kdy jí bylo 28 let, byla těhotná a musela živit své dvě děti. Manžel po sobě zanechal majetek, který byl však zatížený dluhy. Aby uživila sebe a své dvě děti, podnikala, přičemž prokázala své administrativní talenty. Její syn Joseph-François vstoupil v roce 1737 do quebeckého semináře a Charles-Marie se vydal stejnou cestou v roce 1742. V jejím životě začalo být náboženství stále důležitější. V té době ji duchovně vedl sulpicián Louis Normant du Faradon.

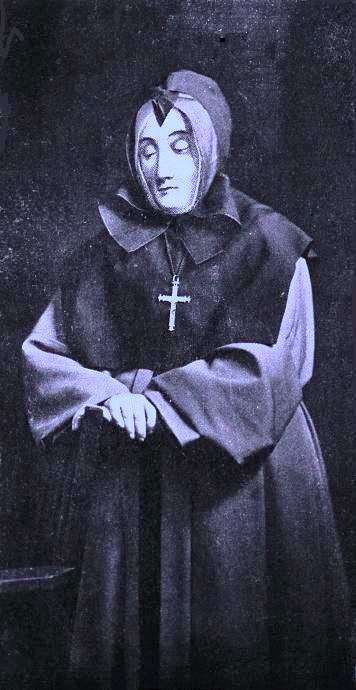
Portrét

Dne 31. prosince 1737 se spolu s Catherinou Cusson, Marií-Catherinou Demers Dessermont a Marií-Louisou Thaumur de La Source rozhodla zasvětit život chudým. Její komunita, ze které se později stala ženská řeholní kongregace Sester lásky z Montréalu, musela v prvních letech čelit mnoha obtížím, mezi které patřily její zdravotními problémy a požár domu, kde společně bydlely, který vypukl dne 31. ledna 1745. Radu a pomoc našla u svého duchovního vůdce Normanta du Faradona, který v roce 1747 vypracoval původní stanovy její kongregace. Členky jí založené kongregace, které se stala generální představenou, bývají označovány jako šedé sestry.
Roku 1747 získala jí založená kongregace do správy všeobecnou nemocnici v Montréalu, která však byla zadlužená a zchátralá. Pod jejím vedením došlo k její rekonstrukci a vyrovnání se s dluhy, jakož i reformu péče o pacienty, kdy byli přijímáni také chudí a sirotci. Zvláště během sedmileté války byli v nemocnici spravované její kongregací ošetřováni také ranění vojáci. Dne 18. května 1765 vypukl v Montréalu ničivý požár, který zničil 111 domů, včetně jí spravované všeobecné nemocnice. Étienne Montgolfier, představený sulpiciánů, poskytl zálohu ve výši 15 000 liber na rekonstrukci místa. Teprve o sedm měsíců později se její kongregace mohla s pacienty vrátit do nemocnice. I přes další těžkosti se jí založená kongregace postupně rozšiřovala.
Zemřela v Montréalu dne 23. prosince 1771 ve věku 70 let poté, co od svátku Všech svatých trpěla paralytickým záchvatem. Její ostatky jsou uchovávány v bazilice Sainte-Anne v jejím rodném Varennes, kam byly přeneseny roku 2010.

## Úcta
Její beatifikační proces započal dne 28. dubna 1890, čímž obdržela titul služebnice Boží. Dne 3. března 1955 ji papež Pius XII. podepsáním dekretu o jejích hrdinských ctnostech prohlásil za ctihodnou.
Blahořečena byla dne 3. května 1959 v bazilice sv. Petra papežem sv. Janem XXIII. Dne 9. dubna 1990 byl uznán zázrak na její přímluvu, potřebný pro její svatořečení. Svatořečena pak byla dne 9. prosince 1990 v bazilice sv. Petra papežem sv. Janem Pavlem II.
Její památka je připomínána 16. října. Bývá zobrazována v řeholním oděvu.